# Hanekam de Rocker
Hanekam de Rocker (Originele Titel: Rock-a-Doodle) is een Amerikaanse animatiefilm uit 1991. De film bevat een combinatie van live-action en animatie en werd geregisseerd door Don Bluth. De film is losjes gebaseerd op Edmond Rostand's comedy Chantecler: A Play in Four Acts uit 1910.

## Rolverdeling
| Personage          | Originele stem          | Nederlandstalige stem                |
| ------------------ | ----------------------- | ------------------------------------ |
| Hanekam            | Glen Campbell           | Barry Hay                            |
| Edmond             | Toby Scott Ganger       | Ringo Mollinger                      |
| Patou              | Phil Harris             | Bennie Jolink                        |
| Peepers            | Sandy Duncan            | Lies Schilp                          |
| Snipes             | Eddie Deezen            | George Kooymans                      |
| Hutch              | Charles Nelson Reilly   | Hans Vandenburg                      |
| Pinky              | Sorrell Booke           | René Vallentgoed                     |
| Stuey              | Will Ryan               | Robert Jan Stips                     |
| Goldie             | Ellen Greene            | Mieke Stemerdink                     |
| Baron / Uil        | Christopher Plummer     | Jérôme Reehuis                       |
| Overige Personages | Will Ryan Louise Chamis | Jan Rot Alfred Lagarde Henk Hofstede |